# Leptoscopidae
Leptoscopidae è una famiglia di pesci ossei marini appartenenti all'ordine Perciformes.

## Distribuzione e habitat
La famiglia è endemica di Australia e Nuova Zelanda. Sono pesci costieri e bentonici tipici di fondali sabbiosi. Talvolta penetrano negli estuari.

## Descrizione
Sono pesci allungati con bocca ampia e leggermente obliqua, in posizione frontale. Le labbra sono sfrangiate. Gli occhi sono posti sulla superficie dorsale della testa. Le pinne dorsale e anale sono lunghe. La linea laterale è rettilinea e passa al centro dei fianchi. Le scaglie sono presenti.
Sono pesci di taglia piccola, raramente superiore ai 15 cm.

## Generi e specie

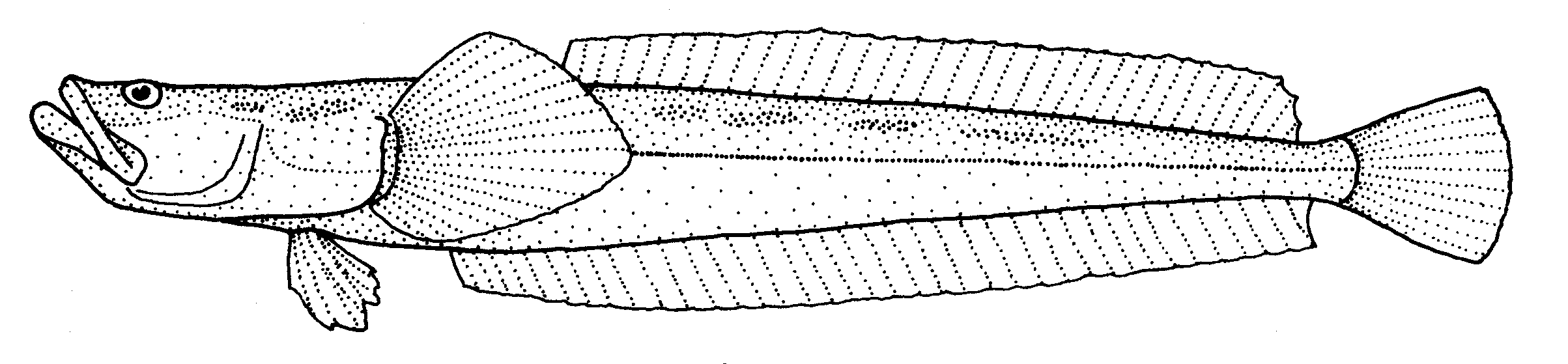
Crapatalus novaezelandiae

- Genere Crapatalus
  - Crapatalus angusticeps
  - Crapatalus munroi
  - Crapatalus novaezelandiae
- Genere Leptoscopus
  - Leptoscopus macropygus
- Genere Lesueurina
  - Lesueurina platycephala[2]